# Ябланица (община)
Вижте пояснителната страница за други значения на Ябланица.
Община Ябланица се намира в Северна България и е една от съставните общини на област Ловеч.

## География

### Географско положение, граници, големина
Общината е разположена в западната част на област Ловеч. С площта си от 203,994 km2 заема 7-о, предпоследно място сред 8-те общините на областта, което съставлява 4,94% от територията на областта. Границите ѝ са следните:
- на север – община Луковит;
- на югоизток – община Тетевен;
- на югозапад – община Правец, Софийска област;
- на запад – община Роман, Област Враца.

### Природни ресурси

#### Релеф
Преобладаващият релеф на общината е ниско планински и хълмист. Територията ѝ изцяло попада в пределите на Западния Предбалкан.
На територията на община Ябланица попадат части от две ниски планини и една хълмиста област. Южната част се заема от северните разклонения на планината Лисец, най-източната орографска единица на Западния Предбалкан. В нея, югоизточно от село Малък извор се издига връх Беглика (1096 m) най-високата точка на общината. На запад и югозапад се простират североизточните части на планината Драгоица. Нейният най-висок връх Нишана (956,5 m) се извисява на 3 km по права линия на запад от град Ябланица.
Останалата северна и североизточна част от територията на общината е заета от южните дялове на т.нар. Карлуковска хълмиста област. В нея северно от село Златна Панега, в коритото на река Златна Панега се намира минималната кота на община Ябланица от 177 m н.в.

### Води
Най-голяма река в община Ябланица е река Златна Панега (десен приток на Искър), която води началото си източно от едноименното село от големия карстов извор Глава Панега. Неин основен приток е Източна Батулска река. Крайните западни и южни части се отводняват от малки и къси реки, десни притоци на река Малки Искър (десен приток на Искър). Най-голяма от тях е Западна Батулска река. Крайния югоизточен ъгъл на общината, землището на село Малък извор принадлежи към водосборния басейн на река Вит, като тук протича горното течение на нейния ляв приток река Зоренишки дол.

## Население

### Етнически състав (2011)
Численост и дял на етническите групи според преброяването на населението през 2011 г.:
|                     | Численост | Дял (в %) |
| Общо                | 6234      | 100,00    |
| Българи             | 4618      | 74,08     |
| Турци               | 26        | 0,42      |
| Цигани              | 916       | 14,69     |
| Други               | 15        | 0,24      |
| Не се самоопределят | 36        | 0,58      |
| Неотговорили        | 623       | 10,00     |

### Населени места
Общината има 9 населени места с общо население 6084 жители към 15 март 2024 г.
| Населено място   | Население (2024 г.) | Площ на землището km2 | Забележка (старо име) | Населено място | Население (2024 г.) | Площ на землището km2 | Забележка (старо име)           |
| ---------------- | ------------------- | --------------------- | --------------------- | -------------- | ------------------- | --------------------- | ------------------------------- |
| Батулци          | 161                 | 29,937                |                       | Златна Панега  | 857                 | 15,054                | Панега                          |
| Брестница        | 1149                | 25,282                | Малка Брестнице       | Малък извор    | 218                 | 13,708                | Малки извор                     |
| Голяма Брестница | 131                 | 19,202                |                       | Орешене        | 375                 | 13,484                |                                 |
| Добревци         | 550                 | 22,551                |                       | Ябланица       | 2587                | 57,842                | Абланица                        |
| Дъбравата        | 56                  | 6,934                 | Дубравата             | ОБЩО           | 6084                | 203,994               | няма населени места без землища |

## Административно-териториални промени
- през 1905 г. – заличени са к. Ненчовци и к. Симеоновци (Семковци) и са присъединени като квартали на м. Мишкарете без административен акт;
- Указ № 39/обн. 16 януари 1922 г. – преименува с. Абланица на с. Ябланица;
- МЗ № 2820/обн. 14.08.1934 г. – преименува с. Дубравата на с. Дъбравата;
- МЗ № 1690/обн. 27.09.1937 г. – преименува м. Панега на м. Златна Панега и я признава от махала за село;
- МЗ № 1695/обн. 27.09.1937 г. – заличава к. Сурвански дол поради изселване;
- МЗ № 2920/обн. 16 януари 1943 г. – заличава к. Илиевци и к. Могилата и ги присъединява сато квартал на с. Голяма Брестница;
- Указ № 317/обн. 13.12.1955 г. – заличава к. Ламбовци (Ламбевска) и м. Пали лула и ги присъединява като квартали на с. Ябланица;
- през 1956 г. – осъвременено е името на с. Малки извор на с. Малък извор без административен акт;
- Указ № 129/обн. 11.04.1961 г. – преименува с. Малка Брестница на с. Брестница;
- Указ № 546/обн. 15.09.1964 г. – признава с. Ябланица за с.гр.т. Ябланица;
- Указ № 463/обн. 02.07.1965 г. – заличава м. Сираковци (Съботиновци) поради изселване;
- Указ № 829/обн. 29.08.1969 г. – признава с.гр.т. Ябланица за гр. Ябланица;
- Указ № 757/обн. 08.05.1971 г. – заличава к. Блатото, к. Братевец, к. Габровица, к. Гераня, м. Голяма гора, к. Деветтте дола, к. Дървена кошара, к. Камен дол и к. Шумака и ги присъединява като квартали на гр. Ябланица;
- Указ № 2294/обн. 26.12.1978 г. – признава м. Дъбравата за с. Дъбравата;
- На основание §7 (т.3) от Закона за административно-териториалното устройство на Република България (ДВ, бр. 63/14.07.1995 г.) всички махали, колиби, гари, минни и промишлени селища придобиват статут на села;
- Реш. МС № 57/обн. 20.02.2007 г.[3] – закрива селата Драгоица, Мириовец, Мишкарете, Нановица, Присоето и Слатина поради изселване.

## Транспорт
През територията на общината преминава последният участък от 3 km от трасето на жп линията Червен бряг – Златна Панега.
През общината преминават частично 6 пътя от Републиканската пътна мрежа на България с обща дължина 79,7 km:
- участък от 7,2 km от автомагистрала Хемус (от km 71,3 до km 78,5);
- участък от 21,3 km от Републикански път I-3 (от km 149,8 до km 171,1);
- началният участък от 9,6 km от Републикански път I-4 (от km 0 до km 9,6);
- последният участък от 23,7 km от Републикански път III-103 (от km 35,7 до km 59,4);
- последният участък от 14,4 km от Републикански път III-358 (от km 75 до km 89,4);
- последният участък от 3,5 km от Републикански път III-3008 (от km 11 до km 14,5).

## Топографска карта
- Лист от карта K-34-36. Мащаб: 1 : 100 000.
- Лист от карта K-35-25. Мащаб: 1 : 100 000.
- Лист от карта K-35-37. Мащаб: 1 : 100 000.